# ビューベリシン
ビューベリシン (beauvericin) はエンニアチン系のデプシペプチドである。この物質は抗生物質かつ殺虫剤である。Beauveria bassianaやフザリウム属などの真菌から単離される。トウモロコシや小麦、大麦などの穀類が上記真菌に汚染された現場でビューベリジンが見出される。グラム陽性菌とマイコバクテリウム属に有効であり、哺乳類動物のプログラム細胞死も引き起こす。
ビューベリシンは、N-メチル-フェニルアラニル残基とD-ヒドロキシ-イソ-バレリル残基を持つ環状ヘキサデプシペプチドである。イオンとの結合能があり、有毒なアルカリ土類金属とアルカリ金属を細胞膜に透過させ細胞内へと輸送する。
ビューベリシンは、抗真菌薬ケトコナゾールと併用した場合、0.1 μg/mLの投与量でCandida parapsilosisに対してin vitroで殺菌効果を有する。この真菌に感染したマウスに投与したところ、真菌の細胞障害性の低下とマウスの生存率の増加が確認された。